# Curling ai XXI Giochi olimpici invernali
Le partite di curling ai XXI Giochi olimpici invernali si sono svolte dal 16 al 27 febbraio al Vancouver Olympic/Paralympic Centre di Vancouver.
È stata la quinta apparizione del curling nel programma olimpico invernale come disciplina ufficiale, dopo le precedenti nel 1924, nel 1998, nel 2002 e nel 2006. Le partecipazioni salgono a otto se si includono anche gli eventi dimostrativi del 1932, del 1988 e del 1992.
La competizione ha seguito la stessa struttura dei precedenti Giochi di Torino nel 2006 con dieci squadre che partecipano ad un unico girone all'italiana di cui quattro migliori avanzano alle semifinali ad eliminazione diretta.

## Squadre qualificate

### Maschili
| Canada | Cina | Danimarca | Francia | Germania |
| --- | --- | --- | --- | --- |
| Saville SC, Edmonton Skip: Kevin Martin Third: John Morris Second: Marc Kennedy Lead: Ben Hebert Alternate: Adam Enright        | Harbin CC, Harbin Fourth: Liu Rui Skip: Wang Fengchun* Second: Xu Xiaoming Lead: Li Hongchen Alternate: Zang Jialang                     | Hvidovre CC, Hvidovre Fourth: Johnny Frederiksen Skip: Ulrik Schmidt* Second: Bo Jensen Lead: Lars Vilandt Alternate: Mikkel Poulsen   | Chamonix CC, Chamonix Skip: Thomas Dufour Third: Tony Angiboust Second: Jan Ducroz Lead: Richard Ducroz Alternate: Raphael Mathieu  | CC Füssen, Füssen Skip: Andy Kapp Third: Andreas Lang Second: Holger Höhne Lead: Andreas Kempf Alternate: Daniel Herberg |
| Gran Bretagna | Norvegia | Svezia | Svizzera | Stati Uniti |
| Lockerbie CC, Lockerbie Skip: David Murdoch Third: Ewan MacDonald Second: Peter Smith Lead: Euan Byers Alternate: Graeme Connal | Snarøen CK, Bærum Skip: Thomas Ulsrud Third: Torger Nergård Second: Christoffer Svae Lead: Håvard Vad Petersson Alternate: Thomas Løvold | Karlstads CK, Karlstad Skip: Niklas Edin Third: Sebastian Kraupp Second: Fredrik Lindberg Lead: Viktor Kjäll Alternate: Oskar Eriksson | CC St. Galler Bär, San Gallo Skip: Ralph Stöckli Third: Jan Hauser Second: Markus Eggler Lead: Simon Strübin Alternate: Toni Müller | Duluth CC, Duluth Skip: John Shuster Third: Jason Smith Second: Jeff Isaacson Lead: John Benton Alternate: Chris Plys    |

*Lancia per terzo

### Femminili
| Canada | Cina | Danimarca | Germania | Gran Bretagna |
| --- | --- | --- | --- | --- |
| Calgary WC, Calgary Skip: Cheryl Bernard Third: Susan O'Connor Second: Carolyn Darbyshire Lead: Cori Bartel Alternate: Kristie Moore | Harbin CC, Harbin Skip: Wang Bingyu Third: Liu Yin Second: Yue Qingshuang Lead: Zhou Yan Alternate: Liu Jinli                               | Tårnby CC, Tårnby Fourth: Madeleine Dupont Third: Denise Dupont Skip: Angelina Jensen* Lead: Camilla Jensen Alternate: Ane Hansen  | SC Riessersee, Garmisch-Partenkirchen Skip: Andrea Schöpp Third: Monika Wagner Second: Melanie Robillard Lead: Stella Heiß Alternate: Corinna Scholz | British Olympic Committee Skip: Eve Muirhead Third: Jackie Lockhart Second: Kelly Wood Lead: Lorna Vevers Alternate: Anne Laird                 |
| Giappone | Russia | Svezia | Svizzera | Stati Uniti |
| Aomori CC, Aomori Skip: Moe Meguro Third: Anna Ohmiya Second: Mari Motohashi Lead: Kotomi Ishizaki Alternate: Mayo Yamaura           | Moskvitch CC, Mosca Skip: Ludmila Privivkova Third: Olga Jarkova Second: Nkeiruka Ezekh Lead: Ekaterina Galkina Alternate: Margarita Fomina | Härnösands CK, Härnösand Skip: Anette Norberg Third: Eva Lund Second: Cathrine Lindahl Lead: Anna Svärd Alternate: Kajsa Bergström | Davos CC, Davos Skip: Mirjam Ott Third: Carmen Schäfer Second: Carmen Küng Lead: Janine Greiner Alternate: Irene Schori                              | Madison CC, Madison Skip: Debbie McCormick Third: Allison Pottinger Second: Nicole Joraanstad Lead: Natalie Nicholson Alternate: Tracy Sachtjen |

*Lancia per seconda

### Qualificazione
I risultati ottenuti ai Campionati mondiali di curling nel 2007, 2008 e 2009 sono utilizzati per stabilire quali Paesi possano inviare una squadra di curling ai Giochi invernali 2010. I punti sono attribuiti nella seguente maniera, e sono qualificate ai Giochi le prime nove squadre (escluso il Canada, nazione ospitante).
| Posizione nei Mondiali | Punti |
| ---------------------- | ----- |
| 1                      | 14    |
| 2                      | 12    |
| 3                      | 10    |
| 4                      | 9     |
| 5                      | 8     |
| 6                      | 7     |
| 7                      | 6     |
| 8                      | 5     |
| 9                      | 4     |
| 10                     | 3     |
| 11                     | 2     |
| 12                     | 1     |

In caso di pareggio ai Campionati 2007, i punti sono divisi (per esempio, se due squadre raggiungono il decimo posto, ricevono ciascuna 2,5 punti). Riguardo ai Campionati 2008 e 2009 Championships, l'eventuale parità deve essere risolta considerando lo scontro diretto, ed eventualmente la media degli ultimi lanci. Il Canada, in quanto Paese ospitante, è automaticamente qualificato. I punti della Scozia sono considerati per la qualificazione del Regno Unito (la Scozia non compete separatamente ai Giochi).

#### Posizioni maschili
| Nazione        | 2007 | 2008 | 2009 | Tot. |
| -------------- | ---- | ---- | ---- | ---- |
| Canada         | 14   | 14   | 12   | 40   |
| Gran Bretagna* | 3.5  | 12   | 14   | 29.5 |
| Germania       | 12   | 5    | 7    | 24   |
| Stati Uniti    | 10   | 6    | 8    | 24   |
| Norvegia       | 3.5  | 10   | 10   | 23.5 |
| Svizzera       | 9    | 2    | 9    | 20   |
| Francia        | 6.5  | 8    | 5    | 19.5 |
| Danimarca      | 3.5  | 4    | 6    | 13.5 |
| Cina           | -    | 9    | 4    | 13   |
| Svezia         | 8    | 3    | -    | 11   |
| Australia      | 3.5  | 7    | -    | 10.5 |
| Finlandia      | 6.5  | -    | 1    | 7.5  |
| Rep. Ceca      | -    | 1    | 2    | 3    |
| Giappone       | -    | -    | 3    | 3    |
| Corea del Sud  | 1    | -    | -    | 1    |

*Scozia, Inghilterra e Galles partecipano separatamente alle competizioni internazionali. Secondo un accordo tra le federazioni di curling delle tre nazioni, la qualificazione del Regno Unito ai Giochi olimpici dipende dai punti raccolti dalla sola Scozia.

#### Posizioni femminili
| Nazione        | 2007 | 2008 | 2009 | Tot. |
| -------------- | ---- | ---- | ---- | ---- |
| Canada         | 14   | 14   | 9    | 37   |
| Cina           | 6    | 12   | 14   | 32   |
| Danimarca      | 12   | 8    | 10   | 30   |
| Svezia         | 7.5  | 7    | 12   | 26.5 |
| Svizzera       | 7.5  | 10   | 8    | 25.5 |
| Stati Uniti    | 9    | 6    | 4    | 19   |
| Gran Bretagna* | 10   | 3    | 5    | 18   |
| Russia         | 4    | 5    | 6    | 15   |
| Germania       | 4    | 4    | 7    | 15   |
| Giappone       | 4    | 9    | -    | 13   |
| Italia         | 1.5  | 2    | 1    | 4.5  |
| Corea del Sud  | -    | -    | 3    | 3    |
| Rep. Ceca      | 1.5  | 1    | -    | 2.5  |
| Norvegia       | -    | -    | 2    | 2    |

*Scozia, Inghilterra e Galles partecipano separatamente alle competizioni internazionali. Secondo un accordo tra le federazioni di curling delle tre nazioni, la qualificazione del Regno Unito ai Giochi olimpici dipende dai punti raccolti dalla sola Scozia.

## Podi

### Uomini
| Evento             | Oro    | Argento  | Bronzo   |
| Curling (dettagli) | Canada | Norvegia | Svizzera |

### Donne
| Evento             | Oro    | Argento | Bronzo |
| Curling (dettagli) | Svezia | Canada  | Cina   |

## Medagliere
| Posizione | Paese    |   |   |   | Totale |
| --------- | -------- | - | - | - | ------ |
| 1         | Canada   | 1 | 1 | 0 | 2      |
| 2         | Svezia   | 1 | 0 | 0 | 1      |
| 3         | Norvegia | 0 | 1 | 0 | 1      |
| 4         | Svizzera | 0 | 0 | 1 | 1      |
| 4         | Cina     | 0 | 0 | 1 | 1      |
| Totale    | Totale   | 2 | 2 | 2 | 6      |